# Fox Glacier Waterfalls
Die Fox Glacier Waterfalls sind ein Wasserfall im Westland-Nationalpark in der Region West Coast auf der Südinsel Neuseelands. Im Lauf des Straight Creek stürzt er an der Südwand des Tals des Fox-Gletschers in den Fox River. Seine Fallhöhe beträgt rund 35 Meter.
Der Wasserfall ist rechter Hand am Ende des Wanderwegs zur Gletscherzunge sichtbar, der am Besucherparkplatz am Ende der Fox Glacier Road beginnt.